# Moneda local
En economía, una moneda local es una moneda que puede utilizarse como divisa de intercambio en una localidad geográfica específica. Una moneda regional se refiere a una forma de moneda local que abarca una zona geográfica más amplia, mientras que una moneda comunitaria puede ser local o destinada al intercambio dentro de una comunidad en línea. La moneda local suele ser respaldada por un gobierno nacional y se considera una moneda de curso legal, destinada al comercio local dentro de una región delimitada. Estas monedas también son llamadas monedas municipales, que no deben confundirse con las monedas locales o monedas alternativas que son otros tipos de moneda complementaria (Prittwitz 2005). Las monedas locales pueden abarcar diversas formas y suelen estar asociadas con un discurso económico particular. Por su parte, la moneda municipal está respaldada por un ayuntamiento, lo que la distingue de la moneda local. Normalmente, los billetes municipales son firmados por el alcalde, un consejero, el presidente y el cajero.

## Historia
Desde hace miles de años, distintas comunidades han creado sus propias monedas para satisfacer las necesidades de sus miembros y protegerse de la inestabilidad económica.  En el antiguo Egipto, se crearon monedas locales que estaban íntimamente relacionadas con su prosperidad económica. De manera similar, en la Edad Media y en el sistema feudal, se establecieron sistemas monetarios locales, como las monedas denominadas "Breakteats", que se utilizaron para financiar grandes catedrales de la Europa del Medievo y pagar a los trabajadores. En la era moderna, las monedas locales con mayor reconocimiento fueron los "Depression Script" (Ralph A.Mitchell and Neil Shafer,1984); no confidir con las monedas comerciales "Company Scrip" (Prittwitz 2017), producidas por industrias, fábricas, organización o gobierno local para pagar a los trabajadores, y las Fichas Monetiformes producidas por negocios, particulares, empresas e instituciones no oficiales para estimular la lealtad de la clientela. En este sentido en el siglo XIX e inicios del siglo XX, las quiebras de bancos nacionales durante las crisis solían producir una gran demanda de efectivo, que era solventada por el comercio creando monedas de emergencia que eran expedidas con el fin de ser convertidas en la moneda nacional en un futuro.
Durante la Gran Depresión nos encontramos sistemas monetarios complementarios muy similares a los actuales, motivados por la escasez de moneda y los niveles de empleo que obligaron a muchas comunidades locales a improvisar monedas alternativas-complementarias. En 1934, en Zúrich, un grupo de personas en torno a Werner Zimmermann y Paul Enz, que estudiaron la teoría sobre oxidación del dinero de Silvio Gesell  (Sankt-Vith, Bélgica; en su época fue, es decir, al nacer el 17 de marzo de 1862, Eden, Alemania; 11 de marzo de 1930) fue un comerciante y un teórico de las finanzas exiliado en argentina de origen alemán, crearon el Círculo Cooperativo de Wir, uno de los sistemas de intercambio más antiguo y más amplio que conocemos, y que sobrevive con más de 100.000 miembros y con un movimiento de más de 2.000 millones de euros. Sus transacciones se realizan en cuatro monedas y cuenta con 6 oficinas regionales. Se trata de una cooperativa que, en sus orígenes, promovía el préstamo de dinero sin intereses, aplicando un descuento en los intercambios económicos.
Además del Wir, las raíces más recientes de movimiento asociado a las monedas sociales arraiga en dos conocidos antecedentes: el Time Dollar y el LETS (Local Exchange Trading System). Esta última es una iniciativa local democráticamente organizada sin ánimo de lucro que ofrece un servicio de información y registro de transacciones de los miembros que intercambian bienes y servicios mediante el uso de la moneda. Actualmente este tipo de monedas se ha extendido a muchos países a través de sistemas como el LETS, los bancos de tiempo, etc. encontrándolos en tan diversos lugares como EE. UU., Canadá, Alemania, Francia, Hungría, Reino Unido, Países bajos, Australia, Nueva Zelanda,, República Checa, Suecia, Bélgica, España y un largo etc.
En la actualidad, existe un wiki específico dedicado a las monedas sociales, donde se comparten recursos, experiencias y conocimientos sobre el desarrollo y uso de estas monedas en diversas comunidades. Este espacio colaborativo permite a los interesados aprender de las mejores prácticas y las innovaciones en el campo de las monedas sociales y complementarias.

## Evolución: Del trueque a la moneda
Desde una perspectiva histórica, es fundamental considerar los sistemas de trueque y su impacto en el desarrollo económico y social. El trueque permitió a las antiguas civilizaciones intercambiar bienes y servicios sin necesidad de dinero, siempre que ambas partes coincidieran en sus necesidades. El elemento indispensable para que tuviera lugar era la existencia de un excedente de producción, hecho que tendría lugar en el neolítico cuando la economía pasa a ser productiva gracias a la aparición de la agricultura y la ganadería.
Los principales inconvenientes eran que las partes involucradas en la transacción comercial tenían que coincidir en las necesidades de las mercancías ofertadas por la otra parte, el tiempo que hay que dedicar para encontrar un interesado en hacer el intercambio y establecer el precio de los productos. Por todo ello eso este tipo de comercio se fue desvaneciendo con la aparición de la moneda. Aunque cabe destacar su resurgir actual a nivel mundial favorecido por el contexto de desnaturalizada crisis económica que nos azota. En este sentido, cabe mencionar casos tales como el de la psicoterapeuta Heidemarie Schwermer, que tras publicar “Mi vida sin dinero” decide, en 1996, llevar a cabo la idea de vivir sin dinero regalando todas sus posesiones y comenzando a vivir de acuerdo a los principios del intercambio de tareas y bienes.
Por su parte, la moneda es un medio acordado en/por una comunidad para el intercambio de mercancías y bienes. No solo tiene que servir para el intercambio sino que tiene más funciones como ser una unidad de cuenta-valor, una herramienta para almacenar valor, un instrumento de adquisición directa, un instrumento de liberación de deudas o un medio de atesoramiento de riquezas. Históricamente, ha habido muchos tipos de moneda pues los principales requisitos se referían a que fuera portable y que suficiente gente tuviera fe en que después se pudiera intercambiar por cosas que todo el mundo valorara. La más extendida a lo largo de la historia fue el oro por su atractivo y lo fácil de su transporte. Las civilizaciones más desarrolladas, como es el caso de la romana, extendieron este concepto y comenzaron la acuñación de moneda donde las más primitivas tenían el valor explícito en ella, el valor nominal de la moneda. El tiempo y el contexto jugaban a favor de la moneda, mientras su uso continuaba en expansión y su acuñado llegaba a China y Grecia. En la parte técnica vemos como con el paso del tiempo no surgen grandes cambios en los sistemas de acuñación aunque personajes tan conocidos como Leonardo Da Vinci realizaron estudios sobre la fabricación de las monedas hasta que en 1553, el ingeniero alemán Brücher diseña dos máquinas que vinieron a revolucionar la fabricación de moneda, el laminador y el molinete.
Todo esto se desarrolla en torno al comercio, una actividad social y económica que implica la adquisición y el traspaso de mercancías y más concretamente el conjunto de actividades socioeconómicas consistente en el intercambio de materiales, libres en el mercado de compra-venta de bienes y servicios para su uso, venta o transformación. El medio de intercambio en el comercio suele ser el dinero aunque hasta su aparición el comercio se llevaba a cabo mediante el trueque.
Patrick Viveret afirmaba que «la principal función de la moneda, su justificación histórica, es la de facilitar el intercambio y la actividad entre los seres humanos, estableciendo una unidad de cuenta común y creando un espacio de confianza», Entendida así, la moneda es, pues, un simple instrumento al servicio de un proyecto común.
Un dato interesante viene de manos de Will Durant, historiador norteamericano que confirmó el hallazgo de monedas anteriores a las Lidias de Creso (570-546 a. C.), consideradas hasta entonces las más antiguas. Las procedentes del último hallazgo datarían del año 2900 a. C.

## La moneda social
Antes de la existencia de los bancos centrales (el primer banco central fue el de Suecia, creado en 1668), circulaban múltiples monedas en un mismo país o territorio. Con la creación de los bancos centrales, se establecieron las monedas nacionales, lo que llevó a un declive de las monedas locales. La lógica de la moneda nacional sólo tiene unos pocos cientos de años, pero el formato de una única forma de moneda está tan metido en nuestra psique que es difícil romperlo.
El sistema capitalista nos obliga a establecer relaciones económicas de una única forma, a través de la moneda, y ha eliminado otras formas de relaciones comerciales, como son la solidaridad y la reciprocidad. La actual modelización de los intercambios (dinero-dinero) ha propiciado importantes desigualdades económicas entre personas, comunidades y países a través de sus múltiples contradicciones. Una moneda social que esté bien diseñada debería estimular procesos sociales y solidarios pues el dinero en sí mismo no tiene valor ni sentido sino va asociado a la creación de bienestar. Frente a los sistemas monetarios-financieros convencionales propios del sistema capitalista se posicionan los sistemas monetarios-financieros sociales que culpabilizan al primero de las distintas crisis, de las propias debilidades estructurales del sistema, concentran desproporcionadamente la riqueza, fomentan la competencia sistemática, propician el crecimiento económico interminable, la desigualdad perenne entre los hombres, injusticias sociales y de la acumulación acelerada. Los sistemas monetarios sociales, destinados a la base de la pirámide, permiten articular mecanismos para generar pequeñas acumulaciones de capital que propicien poner en marcha proyectos de autoempleo y microempresas en el ámbito local, poniendo en valor los recursos económicos de las comunidades.
Para combatir esta situación y buscando una nueva lógica de los intercambios y de la relación del hombre con los recursos naturales y económicos hacen aparición las monedas sociales, monedas que se crean y utilizan para fomentar tanto el trabajo como el consumo locales y capacitar a comunidades para conseguir objetivos sociales concretos. Forman parte de las finanzas-economías solidarias. Cabe mencionar a Bernard Lietaer como impulsor del ECU en Bélgica (precursor del Euro) y ahora defensor de las monedas alternativas, además de uno de los principales referentes para todo este movimiento.
Dentro de estas monedas sociales, encontramos dos grupos: el primero y más generalizado es el de las monedas complementarias: conjunto de monedas que pretenden complementar las deficiencias del dinero legal, dinamizando el comercio local de proximidad y el autoempleo, optimizando también los recursos locales. El segundo grupo es conocido como monedas alternativas y se refiere a las que además contribuyen en el desarrollo de un sistema alternativo y diferente al actual.
De gran relevancia en todo este proceso es la influencia de Silvio Gesell, economista que buscaba la «verdadera naturaleza del dinero». Belga de nacimiento, en 1900 se mudó a Suiza, lugar en el que escribiría, durante la Primera Guerra Mundial, «El orden económico natural». Gesell propone en esta obra el concepto de dinero libre. John Maynard Keynes  hizo numerosas referencias a Silvio Gesell. en donde citaba «Creo que el porvenir aprenderá más de Gesell que de Marx». (Op. cit. pág. 314 ). De esa misma obra recogemos otras citas como «...cuyo trabajo contiene destellos de profunda perspicacia...»; «su importancia no se me aclaró hasta que yo hubiese llegado a formular mis propias conclusiones», «juzgué sus esfuerzos profundamente originales». (Op. cit. pág. 312 ).

### Caracterización de un sistema monetario de carácter social
- Complementariedad con la moneda oficial.
- Control efectivo del sistema por parte de la comunidad (autogestión 	monetaria).
- Bajos o nulos tipos de interés asociados a la moneda local
- Crédito inicial para fomentar los intercambios
- Nacen de la voluntad de los participantes: el dinero nace por el simple acuerdo de los miembros de la comunidad que lo van a utilizar
- Sencillez de los sistemas, aunque no hay que obviar la complejidad que implica su funcionamiento práctico
- Son monedas de vecindad
- Moderada acumulación, y por consiguiente menor desigualdad de la riqueza
- Ausencia de inflación (adecuación de la economía monetaria con la economía real).
- Complemento de un sistema de crédito mutual o microcréditos
- Oxidación de la moneda

### Características de las monedas sociales
1. Producidas y gestionadas en el ámbito local. Favorece la cooperación.
2. Implican sistemas monetarios de vecindad basados en la confianza y la reciprocidad.
3. Se basa en el mutualismo, la solidaridad, la autogestión comunitaria y la abundancia.
4. Pueden perder valor con el tiempo a través de un fenómeno denominado «oxidación» o interés negativo evitando así la acumulación.
5. Pueden ser tan variados en su forma y en su funcionamiento como lo son las monedas nacionales de curso legal.
6. No son un fin en sí mismo, sino que sirven para generar más riqueza y acelerar el consumo y la producción locales.
7. Se crea y se destruye por y en función de la actividad económica real que se dan entre las entidades y personas participantes.

### Objetivos de las monedas locales
Este tipo de monedas son conocidas por el amplio abanico de objetivos que proyectan desde que son meros proyectos, muchos de ellos inherentes al simple uso de la propia moneda y entre los que destacan:
- Que el dinero circule transformando la circulación del dinero convencional en una circulación suficiente y abundante
- Generar desarrollo en el ámbito local y comunitario
- Combatir las crisis financieras y monetarias
- Generar acceso a la moneda y al crédito a las comunidades desmonetizadas
- Reducir la exclusión social-financiera y crear empleo
- Poner en valor y cuantificación de los recursos económicos locales que no estén valorados por el sistema monetario oficial
- Fomentar los contactos vecinales y la vertebración de las comunidades locales
- Fomentar la economía de solidaridad
- Formalizar la actividad de la mujer en la economía local
- Propiciar salarios más justos y equitativa distribución de la riqueza en el ámbito comunitario
- Fomento del comercio justo y ético
- Evitar que la riqueza abandone el ámbito local
- Explotación de los recursos endógenos
- Reducción del deterioro medioambiental
- Combatir las política deflacionarias de los bancos centrales

### Creación de la moneda social
Parte del mismo concepto básico que la moneda privada. Una moneda privada es una moneda emitida por una organización privada, ya sea un negocio comercial o una empresa sin fines de lucro. Por su parte el dinero social puede crearse a partir de los bancos de tiempo, las redes de trueque y de otras organizaciones concebidas para este fin. Se crea a partir de los propios intercambios de servicios (bancos de tiempo) o de productos (redes de trueque). Los bancos de tiempo usan la divisa tiempo y las redes de trueque una moneda social propia y característica, además existen las monedas soportadas por euros que se «compran» con moneda de curso legal y cuyo objetivo principal es el apoyo del comercio local de proximidad. Estas últimas son más conocidas y populares.

## Plataformas web para monedas sociales
Una plataforma destacada para comunidades que utilizan monedas sociales es el Community Exchange System.
Además, desde movimientos decrecentistas y autogestionarios (como la Cooperativa Integral Catalana) se construyó una plataforma web propia con el mismo cometido, pero bajo una filosofía centrada en la Soberanía Tecnológica. Se denomina IntegralCES.

## Las monedas sociales en el mundo
Desde hace décadas se han puesto en marcha numerosas iniciativas de monedas sociales en países no industrializados así como en los más prósperos. En mismas décadas han ido apareciendo numerosas sistemas de intercambio y redes de auxilio mutuo basados en los tradicionales LETS (sistemas de intercambio comunitario), en sistemas de trueque comunitarios, en bancos de tiempo, etcétera. Los resultados son realmente ambiguos, pudiendo encontrar sistemas monetarios sociales que han perdurado a infinidad de situaciones, y que han cumplido con los objetivos por los que fueron creados; y sistemas monetarios que no han prosperado por deficiencias en su diseño, articulación y vinculación con la economía local.
Así encontramos gran relevancia histórica en toda la zona de América del Sur, América del Norte, Canadá, Asia y Suiza, una difusión que viene fomentada por la estrecha relación que se genera entre las distintas redes y monedas existentes que da lugar a la aparición de redes mayores como es el caso de la llamada CES Exchange.
Se conoce con seguridad que están presentes en más de 35 países aunque las cifras totales en cuanto a monedas sociales existentes son dispares. De este modo Bernard Lietaer reconoce la existencia, en estos momentos, de unas 5000 formas de pago alternativas (incluyendo formas no monetarias) a nivel mundial repartidas en numerosos países tales como Alemania, Bélgica, Francia, Gran Bretaña, y España, además de numerosos países de América Latina y Japón.
Por su parte, Erick Brenes, experto costarricense experto en finanzas promotor de varios proyectos de monedas sociales, afirma en una entrevista a Ecopolítica que tal cifra es una exageración y que medios de pago como moneda impresa cada vez va a haber menos porque cada vez es más práctico hacerlo todo por vía digital.
En el caso de los Estados Unidos, la Época conocida como «Free Banking Era» que duró prácticamente desde 1837 hasta 1866, se caracterizaba porque casi todo el mundo podría emitir papel moneda sin apenas restricciones, generando una cultura monetaria de gran trascendencia para el desarrollo de los sistemas que tendrían lugar años más tarde. Es el caso de los años 30, que fueron un caldo de cultivo importante para la proliferación de sistemas monetarios complementarios. Aquí vemos tres casos a nivel Europeo:
- Wir: Suiza. Da préstamos a un interés más bajo que el franco suizo dado que el dinero puede ser creado por el propio banco sin las limitaciones de la escasez oficial. Así, el primer banco de Suiza de pymes, opera con la moneda social, un modelo de éxito que se inició tras el crac de 1929 y que ha pervivido.
- Wörgl: Austria. En 1932, Michael Unterguggenberger, alcalde del pueblo del mismo nombre y conocedor de las ideas de Silvio Gesell, ante la situación de fuerte paro y la posible ruina financiera decide implantar esta moneda social la cual, se dice, murió de éxito.
- Wara: Alemania. Moneda que sufre una oxidación de un 2% mensual, siendo este su costo de almacenamiento y acumulación. La alimentación y los servicios fueron pagados con esta moneda, y, como era la única que existía (dada la escasez de moneda legal), los comerciantes se resignaron y la aceptaron. Movimiento también inspirado en las teorías de Silvio Gesell. En 1931, el Gobierno, a instancias del Banco Central, lo declaró ilegal.
- Bristol Pound: El propio alcalde de Bristol cobra su sueldo íntegramente en esta moneda e incluso la propia administración permite el pago de impuestos a través de ella pues representa un volumen ciertamente notorio en toda la localidad llegando a involucrar a más de 500 empresas a fecha 2012.

Otros ejemplos bien documentados incluyen:
- La moneda de Emperor Norton I
- Prosperity Certificate
- Amphoe Kut Chum|Bia Kut Chum, Publicado en el año 2000 por una comunidad de Tailandia.

## La situación en España
En España estas monedas son realmente nuevas, incipientes y aún minoritarias. Los inicios de este movimiento en España podría situarse a mediados de los noventa cuando el norteamericano Danny Wagman introdujo los primeros mercados de trueque en Vallecas. A su vez, estas redes de trueque derivarían en los bancos de tiempo y posteriormente en las monedas que estamos trabajando.
A día de hoy, en España, la cabeza visible de los movimientos sociales y económicos de las características que aquí tratamos es Julio Gisbert. Nacido en Madrid y pasando ya los 45 años de edad es un informático que lleva más de 20 años trabajando en una caja de ahorros. Su interés e inquietudes por las economías complementarias le llevaron a liderar distintos proyectos por todo el país, desde cadenas de favores y redes de trueque a bancos de tiempo y monedas sociales, además de participar en la creación de un banco comunitario con una agencia de empleo que contratará a jóvenes con moneda social, convirtiéndose en promotor y asesor de numerosos procesos en España. Por todo esto y más está considerado un experto en alternativas a la economía del empleo y es Autor del libro «Vivir sin empleo».
La inmensa mayoría de las monedas de este tipo presentes en España son monedas sociales de nueva creación basadas e inspiradas en los distintos proyectos que se han desarrollado a lo largo del globo terráqueo durante años y que han culminado cumpliendo las expectativas y objetivos para los que se habían establecido, por lo que se están intentando proyectar de una forma, cuanto menos, igual de fructífera. La moneda social ya está trabajando en España de forma autónoma y por lo general consiste en una moneda que crea un colectivo-comunidad en una zona geográfica concreta y que se utiliza como unidad de intercambio. Lo más usual es encontrar que la gente comience a funcionar con un saldo a crédito realizando un servicio a otro de los participantes en el proyecto, generando riqueza a partir del intercambio de habilidades. Si tú sabes inglés, ofreces al colectivo esa habilidad y el colectivo te pagará la moneda social estipulada o en otros servicios. Por otro lado, aunque menos vista, es la posibilidad de comprar la moneda social con moneda de curso legal centrándonos en el hecho de que, al cambio, obtendríamos un porcentaje de interés, motivando así la introducción de nuevos miembros en la red económica.
El sistema monetario social español está fuertemente marcado por la existencia de redes mayores de interrelación a partir de las cuales se desarrollan monedas locales que conviven e interactúan con el resto de las existentes en una misma región o red (normalmente a nivel provincial) como puede ser la EcoRed, EcoXarxas, sistema Lets, etcétera. Dado este germinar de proyectos, el contexto general de la moneda también ha evolucionado y desde 2012 se celebran unos encuentros en distintos puntos de España (y con denominaciones ligeramente distintas: «Encuentro Estatal de Monedas Sociales (y Complementarias)», «Encuentro de Monedas Locales», ...), días en los que se reúnen diversos conocedores de la materia para debatir, dar a conocer nuevas monedas y proyectos, compartir experiencias... En la edición de 2013, se concretó la existencia de unas 70 monedas sociales en España, pudiendo ser más, pues son iniciativas bastante descentralizadas que se pueden crear a partir de un pequeño grupo de personas, pero centrándose los núcleos más activos en Andalucía y Cataluña.

### Andalucía

#### Sevilla
En 2012, en el casco antiguo de Sevilla Norte crean un sistema de pago para intercambiar bienes y servicios que solo sirven para el intercambio, no tiene sentido acumularlos. Fue bautizado con el nombre de Puma en referencia a la Plaza del Pumarejo, lugar donde nació. Los Pumas sirven para intercambiar cualquier tipo de bien, servicio o cuidado acorde con los principios éticos de la moneda social y además, a financiar proyectos de interés comunitario como es el caso de la rehabilitación de la Casa del Pumarejo. En general, este movimiento gira en torno a 5 conceptos que reconocen como las 5 «R»: relocalizar, redistribuir, reducir, reutilizar y reciclar.
Su promotor es Marcos Rivero, quien eligió un sistema de cartilla donde se apunta quien vende, quien compra y a qué precio se realiza la transacción. En este caso 1 Puma equivale a €1. Hasta febrero de 2016, más de 900 personas y entidades han abierto una cuenta en esta moneda social, de las cuales 214 permanecen activas. Esta cifra, aunque sigue siendo reducida, representa el interés general por este tipo de sistemas.
Está basado en el ya mencionado sistema LETS cual combina la cartilla que describíamos junto con la plataforma web CES, en que le facilitan y recogen los datos de los individuos participantes además de las ofertas y demandas que realiza el colectivo.

#### Granada
El Chavico:
- Entre 2011 y 2012, en el seno de la Cooperativa Integral Granaína (CIG), se gestó la necesidad de diseñar y poner en práctica una moneda local, social y solidaria, que a su vez, redujese la presión de la política monetaria oficial recrudecida en tiempos de crisis.
- En 2013 se comenzó a usar con el nombre de «Chavico»[8] Sus características principales, en el momento de su diseño, son:
  - No oxidación
  - No límite de endeudamiento
  - Cartilla física («chaviquera»)
  - Se apoya en la plataforma web CES, que permite el intercambio con otras monedas sociales de la misma red.
- A fecha junio de 2014, según estadísticas de la CiG,[8] contaba con 45 socios activos y un volumen comercial de más de 2600 chavicos.

#### Málaga
El Rubí: El dinero convencional debería ser un instrumento para que los profesionales y empresas pudieran intercambiar bienes y servicios de forma eficaz, moviendo la economía para la creación de empleo y bienestar. Sin embargo debido a la escasez generalizada de liquidez provocada en la crisis del 2008, este mecanismo falló estrepitosamente haciendo que haya en España millones de profesionales parados (sin posibilidad intercambiar sus servicios y/o productos).
Por eso, desde 2009, se comenzó a diseñar un proyecto llamado Endocracia que pretende complementar a la economía convencional, organizando grupos de trabajo y de ayuda mutua que fomentan el 'emprendimiento protegido' como medida de lucha contra el desempleo y atrae clientes para los emprendedores, comercios y pymes colaboradores con el proyecto, restableciendo el círculo virtuoso del intercambio que suple las evidentes carencias de la economía convencional. El 13 de agosto de 2013 se constituyó la asociación Acción Anticrisis para dotar al proyecto de entidad jurídica propia. El 5 de diciembre de 2014 se produjo el primer intercambio real. Desde entonces crece rápidamente en servicios y usuarios. Su principal característica es que la gestión la controla una plataforma informática llamada Endotrónica, diseñada a medida por los ingenieros de la asociación, lo cual elimina la burocracia y por lo tanto no limita su crecimiento. La plataforma Endotrónica está formada por varias aplicaciones entre las que destacan:
- Banco virtual: Los usuarios pueden acceder a sus cuentas donde aparecen todos los intercambios realizados en Rubíes.
- TPV: Permite que aquel usuario que obtenga un servicio de otro, pueda identificarse únicamente por su DNI y su contraseña. Gracias a esto baste con que uno de los 2 usuarios (en lugar de los dos) disponga de acceso a Internet en el momento del intercambio.
- Tienda Virtual: Expositor virtual que muestra los servicios y productos que se pueden intercambiar en la comunidad endocrática.

### Cantabria
En Cantabria existen dos monedas sociales, el Roble en el oriente de la comunidad y el Saja en el occidente. Creadas en 2013 y 2014 respectivamente, ambas se basan en el sistema LETS combinando el uso de la plataforma web CES con cartillas en papel y vales impresos exclusivamente para los mercados. En febrero de 2016 El Roble contaba con 83 usuarios, y la comunidad de intercambio de El Saja 44.

### Cataluña
Cataluña presenta uno de los mayores movimientos de estos sistemas monetarios-financieros que hay en España y su mayor referente es el ECO, seguido muy de cerca por el RES. Como decimos el Eco es la moneda complementaria exponente en Cataluña pues su implantación en distintas zonas geográficas de la comunidad autónoma ha dado lugar a la creación, promovida por Sebastián Corradini, de una red de Eco's denominada Ecoxarxa.
La Ecoxarxa es un espacio de intercambio y de autoorganización que promueve el desarrollo de la actividad autogestionaria. La moneda social es una herramienta de intercambio de bienes, servicios y conocimientos que las Ecoxarxas promueven y que sirve para construir un sistema de relaciones económicas al margen del capitalismo. Su valor está respaldado por la confianza mutua, la transparencia y la participación de las personas.
Utiliza el mismo sistema que el resto de monedas sociales pero con el añadido de que sufre una oxidación del 5% al año si no es utilizada (para evitar su almacenamiento). Es la primera moneda social en España que mantiene relación directa con la administración pública pues, en el caso del municipio de Tagamanent, su alcalde paga-cobra ciertas gestiones en Eco. Al mismo tiempo vincula también a persona-persona (más de 2500) y persona-comercio, donde de media se puede pagar el 50% de la cuenta en este tipo de moneda.
Así el mercado social que funciona en Cataluña en torno al Eco y más concretamente a la Ecoxarxa está conformada por 30 diferentes regímenes monetarios comunitarios integrados en una red siendo estos: Ecoxarxa Ebre, Ecoxarxa Ribera Alta del Xuquer,  Ecoxarxa Safor-Valldigna, Ecoxarxa Mallorca, Ecoxarxa Menorca, Ecoxarxa Lleida, Ecoxarxa Pallars, Ecoxarxa del Solsonès, Ecoxarxa Tàrrega, Ecoxarxa Empordà, Ecoxarxa Garrotxa, Ecoxarxa Girona, Ecoxarxa La Selva, Ecoxarxa del Pla de l’estany, Ecoxarxa Ripollès, Ecoxarxa Anoia, Ecoxarxa Bages, Ecoxarxa Barcelona, Ecoxarxa Garraf, Ecoxarxa La Mola, Ecoxarxa del Maresme / Alt Maresme, Ecoxarxa del Montseny, Ecoxarxa Osona, Ecoxarxa Penedès, Ecoxarxa / Xarxa EcoValldeltenes, Ecoxarxa Vallés Occidental, Ecoxarxa Vallés Oriental
En 2013 aparece una nueva moneda, el eQ, fruto de los promotores de Sinergia-360, ganadora del I Concurs d'empreneduria social i cooperatives de Sant Cugat del Vallès, en Barcelona. El eQ, es una moneda destinada a cualquier usuario y pretende fomentar el consumo local, aumentar la capacidad de compra de personas (por 1€ consigues 1,50eQ) y dar crédito a las empresas.
Con el eQ puedes comprar y contratar servicios en la plataforma de Sinergia-360 de forma fácil y con condiciones muy ventajosas para el usuario (1€=1eQ). El sistema permite hacer las compras de forma mixta, pudiendo realizar las compras con las dos monedas: oficial y complementaria. El eQ es un sistema complementario al euro y nunca quiere ser su sustituto. El sistema de pago es digital por lo que el eQ no tiene formato físico. Es virtual (se utiliza a través de la web y de una app)  y social (los beneficios se invierten en proyectos solidarios y de cooperación y se destinan a la reinserción laboral de personas en exclusión social).
Un sistema completamente legal que fomenta la circulación de la economía real y productiva. El eQ no es una moneda con la que se pueda especular y no tiene sentido su acumulación por lo que, trimestralmente, sufre de una oxidación del 1%.
Los eQ se consiguen de diferentes formas según el tipo de usuario (compra, realizando operaciones en la red, con promociones...) y pueden ser utilizados dentro la plataforma de forma rápida y segura. Sinergia-360 utiliza tecnología Cyclos que ha sido elegida como la tecnología más innovadora de pagos en línea. Cyclos es desarrollada por la Fundación STRO, una organización líder en innovaciones monetarias. La misión de la Fundación STRO es permitir, a las economías locales y regionales, que prosperen de una manera sostenible, objetivo totalmente coincidente con el de Sinergia-360.
En 2018 el Ayuntamiento de Barcelona creó el Recurso Económico Ciudadano o REC, una moneda digital de ámbito local que se lanzó en 2018 en fase de prueba piloto con diversos comercios de la ciudad. Su símbolo es Ɍ. Su objetivo era fomentar la economía de barrio y el comercio de proximidad, así como fortalecer las redes asociativas. El REC tiene paridad con el euro y permite realizar pagos entre la tarjeta o móvil del cliente y el móvil de los comercios mediante la tecnología blockchain, a través de una aplicación para móvil o una tarjeta con código QR.

### Comunidad Valenciana
En la Comunidad Valenciana la moneda local con más fuerza también es el ECO. Existen distintas EcoXarxas o grupos de intercambio, y algunos de los más activos se coordinan en la Red de Redes de Intercambio Valencianas (XXIV, por sus siglas en valenciano).
En las Redes de la XXIV se intercambian bienes, servicios y conocimientos siguiendo criterios de cooperación, ecología, justicia social y cercanía en la medida de lo posible. Se recomienda que las redes limiten su crecimiento a un tamaño que garantice el conocimiento mutuo, la confianza y la cercanía entre las usuarias, facilitando la creación de otras, siempre que funcionalmente sean viables. Actualmente en la XXIV se coordinan 8 redes que hacen un total de unos 1200 usuarios.
Las redes que componen la XXIV son: Ecoxarxa de Castelló, EcoXarxa Plana Baixa, Xarxa Local d'Intercanvi del Camp de Túria, Comunitat d'Intercanvi Horta Sud, Ecored Chiva-Hoya de Buñol, Ecoxarxa Safor-Valldigna, Ecoxarxa Marina Alta y Comunitat d'Intercanvi del Baix Palància.
Línea de tiempo de las redes en la XXIV

### Encuentros de monedas
- 2012: Encuentro Estatal de Monedas Sociales y Complementarias. 12, 13, 14 y 15 julio, Vilanova i la Geltrú
- 2013: Encuentro de Monedas Locales, Sociales, Alternativas y Complementarias. 10, 11 y 12 de mayo, Sevilla
- 2014: III Encuentro Estatal de Monedas Sociales y Complementarias. 24, 25 y 26 de octubre, Valencia
- 2015: IV Encuentro de monedas sociales. 3, 4 y 5 de abril, Murcia
- 2016: V Encuentro Estatal de Monedas Sociales. 21 y 22 de mayo, Alcalá de Henares
- 2017: VI Encuentro Estatal Monedas Sociales. 27, 28 y 29 de octubre, Jerez de la Frontera
- 2018: VII Encuentro Estatal de Monedas Sociales. 28, 29 y 30 de septiembre, Rivas Vaciamadrid
- 2019: VIII Encuentro Estatal y I Encuentro Europeo de Monedas locales, sociales y complementarias. 18, 19 y 20 de octubre, Zafra
- 2020: IX Encuentro Estatal de Monedas Locales, Sociales y Complementarias. 27 y 28 de noviembre, en línea (Viladecans)
- 2021: X Encuentro Estatal de Monedas Sociales y Complementarias. 20 y 21 de noviembre, Bilbao
- 2022: XI Encuentro Estatal de Monedas Sociales, Locales y Complementarias. 7, 8 y 9 de octubre, Málaga capital y Monda (Málaga)
- 2023: XII Encuentro Estatal de: Monedas locales, sociales y complementarias. 15, 16 y 17 de septiembre, Almería y Almócita
- 2024: XIII encuentro estatal de monedas sociales, complementarias, alternativas y libres. 20, 21 y 22 de septiembre, Cheste (Valencia)